# 青河镇 (同江市)
青河镇，是中华人民共和国黑龙江省佳木斯市同江市下辖的一个镇。
2015年4月9日，黑龙江省民政厅批复同意撤销青河乡，设立青河镇。

## 行政区划
青河镇下辖以下地区：
东宏村、红星村、东明村、东强村、东平村、东原村、东利村、东阳村、永利村、永丰村、永恒村、永存村、永祥村、永安村和永发村。